# Bierfabrik in Timișoara

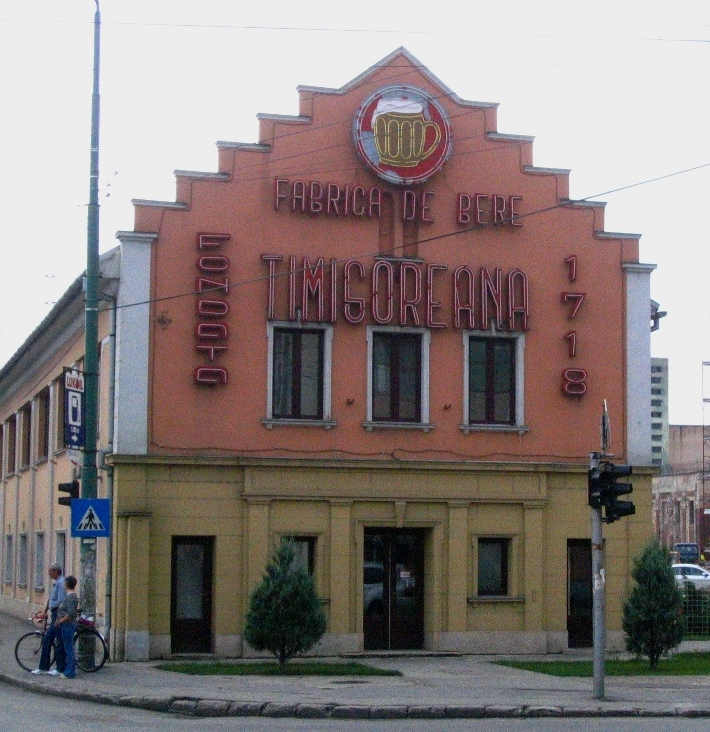
Fabrica de bere in Timișoara

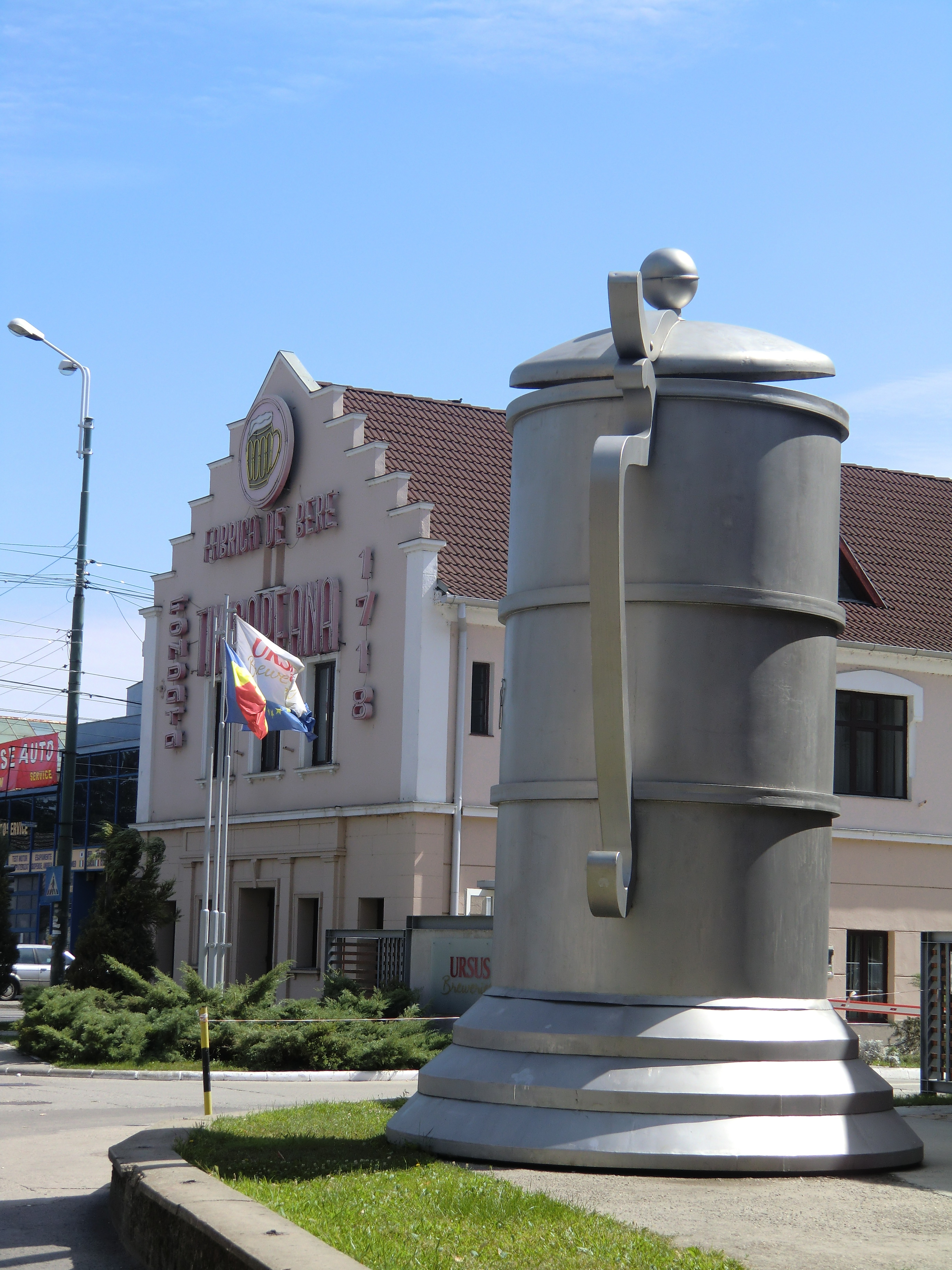
Bierfabrik, Timișoara, 2010

Die Bierfabrik in Timișoara (rumänisch Fabrica de bere) ist die älteste Brauerei Rumäniens. Das denkmalgeschützte Gebäude liegt an der Strada Ștefan cel Mare Nr. 28 im II. Bezirk Fabric (deutsch Fabrikstadt) der Stadt Timișoara (deutsch Temeswar oder Temeschburg). 

## Geschichte
Nach der Vertreibung der Osmanen 1716 ordnete die militärische Verwaltung der Festung unter Eugen von Savoyen 1718 zur Trinkwasserversorgung der Bewohner des damaligen Temeswars die Einrichtung von Wasserkochern an. Damit einhergehend wurden auch Kessel für das Brauen von Bier und das Brennen von Spirituosen eingerichtet.
1727 wurde die Brauerei als erstes Unternehmen im Banat privatisiert und an Philip Bauer verpachtet. Mit der Erhebung Timișoaras zur königlichen Freistadt 1779 ging die Administration der Temeswarer Bierfabrik von der Reichsverwaltung auf die Stadtverwaltung über. Die dem Gründerkrach von 1873 folgende Rezession hatte Auswirkungen auf ganz Österreich-Ungarn und war somit auch in Temeswar zu spüren. Im Zuge dessen wurde die Brauerei versteigert. 1874 wurde die Brauerei zeitweilig von der Ersten Sparkasse (rumänisch Prima Casa de Economii) übernommen und 1882 durch den Brauer Ignaz Deutsch aus Wien gekauft. Als Fabrikshof Bierbrauerei Aktiengesellschaft wurde sie von der Ignaz Deutsch și fiul S. A. bis 1929 geführt. Zeitweise hieß sie auch Temesvári Polgári Sörfözde Részvénytársaság, die deutsche Entsprechung hierfür lautete Temesvárer Bürgerliche Bierbrauerei Actiengesellschaft. Unter Ferdinand I. wurde die Brauerei 1920 Hoflieferant des rumänischen Königshauses. Zwischen 1929 und 1948 befand sie sich schließlich im Besitz von Csel și fii.
Unter der kommunistischen Herrschaft war der Betrieb von 1948 bis 1995 verstaatlicht. In den 1960er Jahren wurde die Brauerei zur weltweit zweiten vollautomatischen Produktionsstätte modernisiert. Timișoreana wird heute als eine Biermarke innerhalb der Ursus-Gruppe geführt, die ihrerseits seit 2017 zur japanischen Brauereigruppe Asahi gehört. Zwischen 2007 und 2009 wurden hier rund 50 Millionen Euro in neue Produktions- und Abfüllanlagen investiert, womit sich die Produktionskapazität auf mehr als zwei Millionen Hektoliter verdoppelte. Die meisten Gebäude wurden unter Beibehaltung des Stils des 18. Jahrhunderts renoviert. 
Eine Besonderheit war der frühere Anschluss an den Güterverkehr der Straßenbahn, von 1916 bis 1975 erhielt die Brauerei ihre Güterwagen über das Straßenbahnnetz angeliefert.

## Galerie

Straßenbahn-Güterverkehr auf dem Brauereigelände in der ersten Hälfte der 1920er Jahre
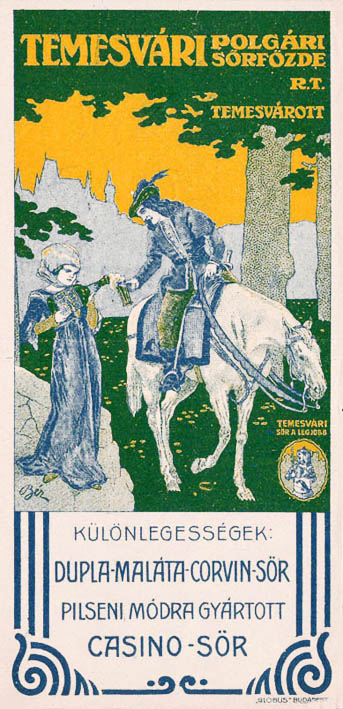
Werbeplakat, um 1908